# Чемпионат Африки по футболу среди молодёжных команд 1987
Молодежный чемпионат Африки 1987 года был 6-м раз в два года проводимым африканским квалификационным турниром к молодежному чемпионату мира ФИФА, который проводился на двухматчевой основе дома и на выезде.
Нигерия успешно защитила титул во второй раз подряд, победив Того со счетом 5:1 в своем 3-м финале подряд, хотя обе команды квалифицировались на молодежный чемпионат мира 1987 года в Чили.

## Команды
Следующие команды приняли участие в этом турнире и сыграли как минимум по одному матчу:
- Камерун
- Кот-д’Ивуар
- Египет
- Эфиопия
- Гана
- Гвинея
- Мавритания
- Марокко
- Нигерия
- Сомали
- Того
- Тунис
- Уганда
- Замбия
- Зимбабве

## Предварительный раунд
Свазиленд, Лесото, Судан, Габон, Гамбия и Мавритания снялись с участия в этом турнире, оставив своих соперников из Маврикия, Мозамбика, Египта, Ганы, Того и Алжира выйти в первый раунд.
| Команда 1 | Итог | Команда 2 | 1-й матч | 2-й матч |
| --------- | ---- | --------- | -------- | -------- |
| Уганда    | 1:3  | Сомали    | 1:2      | 0:1      |
| Ангола    | 1:3  | Замбия    | 1:1      | 0:21     |

1 Ангола была исключена из соревнований за того, что в первом матче выставила игроков старшего возраста.

## Первый раунд
| Команда 1  | Итог  | Команда 2   | 1-й матч | 2-й матч |
| ---------- | ----- | ----------- | -------- | -------- |
| Сомали     | 1:4 1 | Зимбабве    | 1:0      | 0:4      |
| Египет     | 6:0   | Эфиопия     | 4:0      | 2:0 2    |
| Замбия     | 2:3   | Нигерия     | 2:2      | 0:1      |
| Гвинея     | 1:2   | Тунис       | 0:1      | 1:1      |
| Того       | 1:3 3 | Гана        | 0:2      | 1:1      |
| Мавритания | 0:6   | Марокко     | 0:2      | 0:4      |
| Камерун    | 2:3   | Кот-д’Ивуар | 2:0      | 0:3      |
| Маврикий   | т.п 4 | Мозамбик    |          |          |

- 1 Сборная Зимбабве была исключена из соревнований за использования неподходящих игроков.
- 2 Эфиопия снялась с игры после первого матча.
- 3 Гана была исключена из соревнований за использования неподходящих игроков.
- 4 Маврикий снял свою кандидатуру.

## Четвертьфинал
Мозамбик снялся с турнира, оставив своего соперника, Сомали, выходить в полуфинал.
| Команда 1   | Итог   | Команда 2 | 1-й матч | 2-й матч |
| ----------- | ------ | --------- | -------- | -------- |
| Нигерия     | 5:2    | Египет    | 4:0      | 1:2      |
| Тунис       | 1:1(a) | Того      | 1:1      | 0:0      |
| Кот-д’Ивуар | 2:3    | Марокко   | 2:0      | 0:3      |

## Полуфиналы
| Команда 1 | Итог | Команда 2 | 1-й матч | 2-й матч |
| --------- | ---- | --------- | -------- | -------- |
| Нигерия   | 2:0  | Сомали    | 1:0      | 1:0      |
| Марокко   | 1:2  | Того      | 1:0      | 0:2      |

## Финал
| Команда 1 | Итог | Команда 2 | 1-й матч | 2-й матч |
| --------- | ---- | --------- | -------- | -------- |
| Того      | 1:5  | Нигерия   | 1:2      | 0:3      |

| Молодежный чемпионат Африки 1987 года |
| Нигерия 3-й титул                     |

## Квалификация к молодежному чемпионату мира
Эти две команды с лучшими результатами прошли квалификацию в Молодежный чемпионат мира по футболу 1987 года в Чили:
- Нигерия
- Того

## Внешние ссылки
- Tournament records at RSSSF